# Gingerbread (樂隊)
Gingerbread是香港歌手黎明以「明福俠」身份創辦的樂隊，於2019年4月成立，目前的樂隊成員包括明福俠及Auto-Tom，透過創作不同文化的音樂作品，擴闊聽眾的音樂品味，並於同年的5月及8月以改編歌曲作試點，推出兩首單曲作品。

## 樂隊簡介
黎明於2019年4月19日在社交網站首次透露正在籌組樂隊，並於4月30日公佈樂隊的名字為Gingerbread及展示出3款宣傳海報讓公眾投票選擇，引起公眾的關注及討論，其後於同年的5月25日推出第一首歌曲作品〈我們的下雨天〉。目前的樂隊成員包括明福俠（黎明）和Auto-Tom（Tommy Grooves），黎明在接受媒體訪問時表示樂隊是一個槪念單位，將來可以增加或更換樂隊成員，且認為薑餅人會散發出開心的氣息，因此以「Gingerbread」命名樂隊，期望透過創作不同文化的音樂作品，開闊聽眾的視野及為聽眾帶來溫暖舒爽的感覺。

## 音樂活動
《我們的萬聖節派對！》（英語：GINGERBREAD ft. BAKERIE Fans Meeting Party）是樂隊Gingerbread成立以來的首個音樂活動，於2019年10月31日晚上8時在香港旺角麥花臣場館舉行。音樂會以萬聖節為主題，由林盛斌擔任司儀、音樂團體Bakerie擔任特別嘉賓，與觀眾玩遊戲及唱歌，門票以電子方式發售，現場觀眾來自香港及世界各地，進場前須核對電子門票的QR碼及接受隨身行李安全檢查。

## 音樂作品
〈我們的下雨天〉是Gingerbread的第一首音樂作品，於2019年5月25日在網上音樂平台推出，歌曲改編自香港歌手林憶蓮與樂隊藍戰士合唱的〈下雨天〉。Gingerbread於2019年8月16日推出第二首音樂作品〈勁傾心〉，歌曲改篇自香港流行音樂二人組合Raidas的作品〈傾心〉，同時製作訪談式音樂短片《初戀：齋雞粒》以配合歌曲作品。以下是Gingerbread的音樂作品列表：
| 年份   | 日期    | 作品名稱     | 作曲   | 作詞                           | 編曲           | 監製           | 簡介                                             |
| ------ | ------- | ------------ | ------ | ------------------------------ | -------------- | -------------- | ------------------------------------------------ |
| 2019年 | 5月25日 | 我們的下雨天 | 黃良昇 | 小美                           | Dough-Boy／WE5 | Dough-Boy／WE5 | 改編自香港歌手林憶蓮與樂隊藍戰士合唱的〈下雨天〉 |
| 2019年 | 8月16日 | 勁傾心       | 黃耀光 | 若愚（黃凱芹） RAP詞：Auto Tom | Dough-Boy／WE5 | Dough-Boy／WE5 | 改篇自香港流行音樂二人組合Raidas的作品〈傾心〉   |

## 外部連結
- 黎明的Facebook專頁
- Tommy Grooves的Facebook專頁